# Bayerngletscher
Der Bayerngletscher ist ein Gletscher in den Anare Mountains des ostantarktischen Viktorialands. Er fließt in südlicher Richtung zum Ebbe-Gletscher.
Wissenschaftler der deutschen Expedition GANOVEX I (1979–1980) nahmen seine Benennung vor. Namensgeber ist das Bundesland Bayern.